# La Font (Malla)
La Font és una masia de Malla (Osona) inclosa a l'Inventari del Patrimoni Arquitectònic de Catalunya.

## Descripció
Edifici civil. Masia de planta rectangular, amb el carener perpendicular a la façana, orientada a ponent. El portal és dovellat i descentrat del carener. A la part dreta s'hi adossa una torre que consta de planta baixa i tres pisos i està coberta a quatre vessants, amb el ràfec decorat. La lliça ha estat reformada i és enllosada i destinada a jardí. Les dependències agrícoles han estat reformades mantenint l'estructura primitiva. A la part de llevant sobresurt un cos de galeries que es bastiren a principis d'aquest segle malgrat que hi hagi una finestra de tipus gòtic, que fou un caprici de l'arquitecte. L'entrada actual al mas es troba sota aquest cos de galeries.
L'estat de conservació és bo.

## Història
Antiga masia, registrada al fogatge de 1553 de la parròquia i terme de Sant Vicenç de Malla, el mas era habitat per Joan Font.
El mas fou reformat i ampliat per Francesc Font al segle xvii, al segle següent experimentà també alguna reforma.
A principis del segle XX fou adquirit per la família vigatana Genís i Rius, que encomanaren la reforma del porxo al mestre d'obres YLLA (1910).